# ライフノート
『ライフノート』は、中国地方5県と香川県の日本テレビ系列に属するテレビ局4社で週2回放送されていた広島テレビ放送制作のミニ番組である。スポンサーは、中国電力の一社提供。

## 内容
原則として女性レポーターが最近新築した電化住宅使用の家を訪問してその家族に話や感想を聞き、電化住宅のよさをアピールする番組として放送された。番組の終盤にはその家を建てた住宅販売会社の社員が登場した。
しかし、中国電力のデータ改竄など問題が発生し、番組の終盤に行われていた支店紹介や提供テロップを表示できなくなり、番組の存続も危ぶまれた。一時、2007年3月をもって放送終了とされたが、中国電力のスポンサー活動の再開により同年4月以降も続行され、2012年3月19日の放送をもって終了した。

## 出演者
- 国光かよこ
- 森本久美子

※この2人は出演曜日は別々だがテレビ新広島の『ひろしま満点ママ!!』にも出演している。
- 栗栖美和 - 過去

## ネット局・放送日時
| 放送対象地域   | 放送局                        | 系列           | 放送曜日・放送時間  | 再放送曜日・放送時間 |
| -------------- | ----------------------------- | -------------- | ------------------- | -------------------- |
| 広島県         | 広島テレビ放送（HTV） 制作局  | 日本テレビ系列 | 月曜日21:55 - 22:00 | 土曜日21:55 - 22:00  |
| 島根県・鳥取県 | 日本海テレビジョン放送（NKT） | 日本テレビ系列 | 月曜日21:55 - 22:00 | 日曜日23:25 - 23:30  |
| 香川県・岡山県 | 西日本放送（RNC）             | 日本テレビ系列 | 月曜日21:55 - 22:00 | 日曜日11:40 - 11:45  |
| 山口県         | 山口放送（KRY）               | 日本テレビ系列 | 月曜日21:55 - 22:00 | 土曜日21:55 - 22:00  |